# Paul Zanetti
Paul Zanetti (Wollongong, 8 settembre 1961) è un disegnatore australiano, attivo principalmente nell'attività di vignettista politico.

## Biografia
Era il più giovane vignettista politico d'Australia, era infatti pagato da un importante quotidiano metropolitano. All'età di 16 anni, mentre era ancora a scuola, contribuiva regolarmente al quotidiano The Sun di Sydney.
Nel 1980, entra a far parte del Dipartimento artistico Sun a Sydney dove ha continuato a contribuire ai disegni e alle vignette del quotidiano. Otto mesi più tardi ha accettato la posizione di cartooning a tempo pieno sul Daily Telegraph di Sydney e sul Sunday Telegraph (il più grande giornale d'Australia). Questa posizione era stata lasciata libera da Bill Mitchell, che si era trasferito alla posizione di Larry Pickering, presso la testata The Australian.